# ميس قزمي
ميس قزمي (الاسم العلمي: Celtis pumila) هو نوع نباتي يتبع جنس الميس من فصيلة القنبية.